# 国家信访局

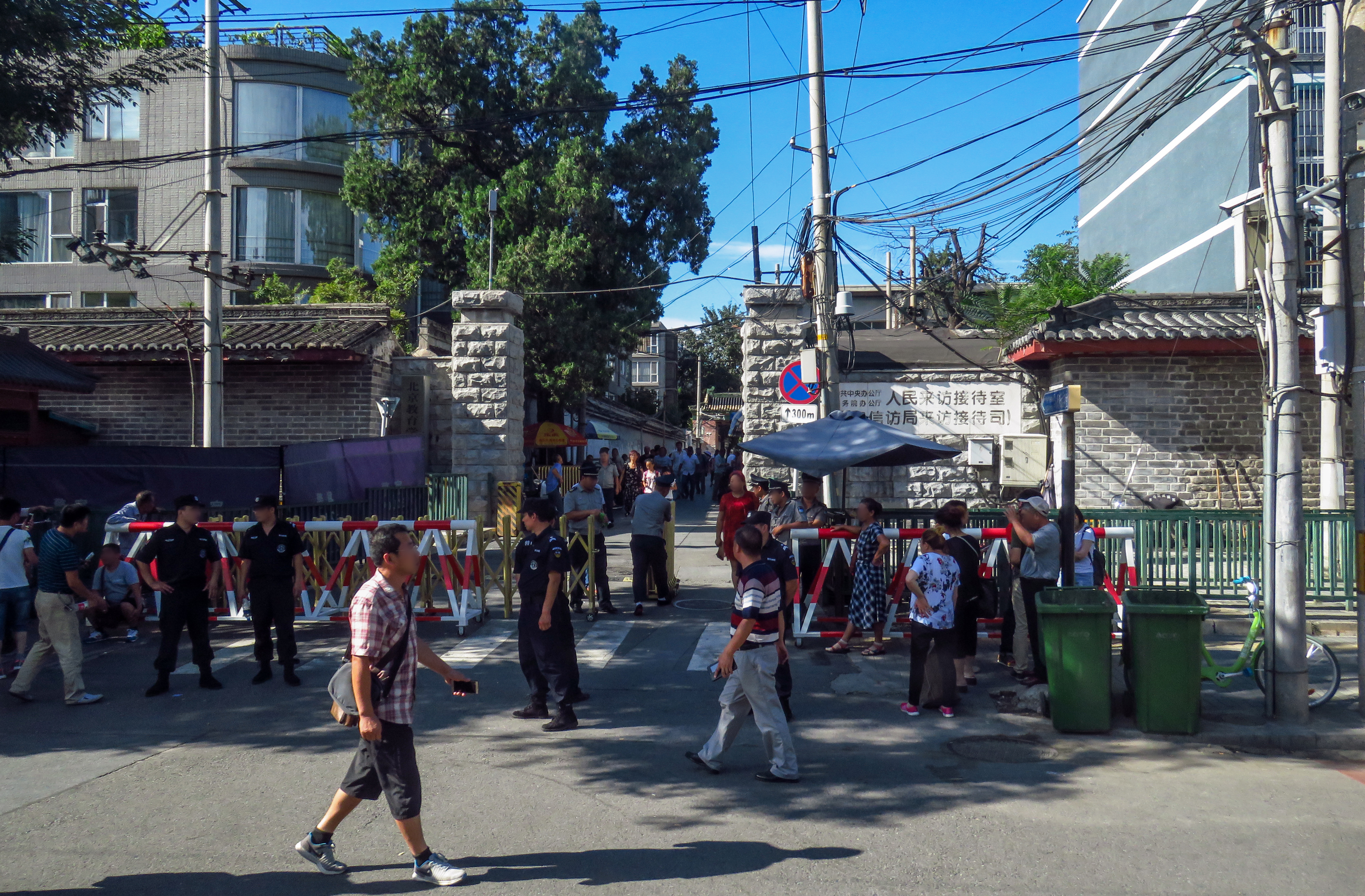
中办、国办人民来访接待室（国家信访局来访接待司）

国家信访局，是中华人民共和国国务院负责人民来信来访接待工作的国务院直属机构，归中共中央社会工作部领导。
国家信访局主要负责处理、收取人民来信、检举信，并负责接待来访民众。

## 沿革
1977年，中共中央办公厅决定组建中共中央办公厅信访局，1980年，国务院办公厅信访局正式成立，为国务院办公厅正司局级内设机构。
1986年，原中共中央办公厅信访局与国务院办公厅信访局合并组建中共中央办公厅国务院办公厅信访局，为正司局级内设机构，接受中共中央办公厅、中华人民共和国国务院办公厅双重领导。
2000年2月13日，中华人民共和国国务院印发的《国家信访局职能配置、内设机构和人员编制规定》，正式成立国家信访局，由正司局级升格为副部级，作为国务院办公厅管理的国家局。国家信访局业务指导机关为中华人民共和国国务院办公厅和中共中央办公厅。
2023年3月7日，第十四届全国人民代表大会第一次会议公布的《国务院机构改革方案》提出，“根据国务院关于提请审议国务院机构改革方案的议案，国家信访局调整为国务院直属机构。贯彻落实新时代党的群众路线，加强和改进人民信访工作，更好维护人民根本利益，将国家信访局由国务院办公厅管理的国家局调整为国务院直属机构。”

## 职责
根据《国家信访局职能配置、内设机构和人员编制规定》，国家信访局承担下列职能：
1. 负责处理国内群众、境外人士、法人及其他组织通过信访渠道给党中央、国务院及领导同志的来信来电，接待来访。
2. 负责向党中央、国务院及中共中央办公厅、国务院办公厅反映来信来电来访中提出的重要建议、意见和问题，综合研判信访信息，开展调查研究，提出制定修改完善有关方针、政策和法律法规的建议。
3. 承担督促检查领导同志有关批示件落实情况的责任，拟订信访督查制度并组织实施，承办中央领导同志交办信访事项的落实，向地方和部门转办、交办信访事项，督促检查重要信访事项的处理和落实。
4. 综合协调处理跨地区、跨部门的重要信访问题。
5. 综合协调指导全国信访工作，起草有关信访工作的方针、政策和法律、法规草案，推动中央关于信访工作决策部署的贯彻落实，总结推广各地区、各部门信访工作经验，提出改进和加强信访工作的意见和建议，检查、指导中央党、政、军各部门的信访工作和地方党、政机关的信访工作。
6. 制定信访问题排查化解制度并组织实施，建立和完善信访信息汇集分析机制，指导信访信息系统建设和应用。
7. 承担中央信访工作联席会议的日常工作，督促落实联席会议决定的事项。
8. 协调信访工作的宣传和信息发布，协调信访工作外事活动和对外交流。
9. 承担党中央、国务院及中共中央办公厅、国务院办公厅交办的其他事项。

## 机构设置
根据《国家信访局职能配置、内设机构和人员编制规定》，国家信访局设置下列机构：

### 内设机构
- 办公室
- 综合指导司
- 办信一司
- 办信二司
- 来访接待司（中共中央办公厅、国务院办公厅人民来访接待室）
- 研究室
- 督察室
- 人事司
- 机关党委
- 国家投诉受理办公室
- 离退休干部办公室

### 直属事业单位
- 国家信访局机关服务中心（国家信访局机关服务局）
- 国家信访局信息中心

## 历任领导
| 国家信访局局长 1. 周占顺（2000年7月－2004年2月） 2. 王学军（2004年2月－2013年3月） 3. 舒晓琴（女，2013年4月－2020年4月） 4. 李文章（2020年4月至今，2023年7月起为中共中央社会工作部副部长兼） | 国家信访局副局长 …… - 李自军（2021年1月－） - 金艳丽（2023年1月－） - 谢清华（2024年12月－） - 牟海松（2025年4月－） |